# Hans Goverde (architect)
Hans Goverde (Velsen, 12 december 1964) is een Nederlandse architect.
Goverde studeerde architectuur aan de Technische Universiteit Delft en werkte vervolgens als architect bij een aantal gerenommeerde architectenbureaus in Nederland en Zwitserland. Sinds 1995 is hij werkzaam bij het Rotterdamse architectenbureau Kraaijvanger•Urbis, waar hij in 2001 toetrad tot de directie. Goverde is architect van het nieuwe stadskantoor van Venlo in Venlo Zuid, dat ontworpen wordt volgens de Cradle to Cradle (C2C)-principes, waarmee de Gemeente Venlo naar eigen zeggen de eerste gemeente ter wereld is die de principes van C2C volledig in de praktijk brengt.

## Werk
Belangrijk kenmerk in het werk van Goverde is de grote affiniteit met complexe binnenstedelijke opgaven, functiemengingen, hergebruik van gebouwen en geïntegreerde oplossingen voor klimaat en infrastructurele inpassingen.
Een selectie van zijn werk:

### cultureel
- Cultuurgebouw Haarlemmermeer (theater, bibliotheek, cultureel centrum en poppodium), Hoofddorp (2011)
- Cultureel Centrum en bibliotheek Koningshof, Maassluis (2004)
- Hotelstudio’s, Haarlem (1997)

### Scholen
- Arte College, Almere (2010)
- Combigebouw Westeraam, Elst (2006)
- Uitbreiding American School, Wassenaar (2002)
- Bouw CSG Liudger : Locatie Raai en Splitting, Drachten (2010)

### Multifunctioneel
- MFC Fascinatio (brede school, winkels, woningen), Capelle aan den IJssel (2009)
- Musiskwartier (warenhuis, horeca, woningen, winkels en parkeervoorziening) Arnhem (2006)
- Winkelcentrum Leyweg, Den Haag (2003)
- Woningen, winkels en OV-station IJsselstein (2000)

### Renovatie
- Renovatie historisch monument Blokker-pand Hoogstraat, Rotterdam (2010)
- Herontwikkeling V&D, Zeist (2009)
- Renovatie V&D, Venlo (2005)
- Outdoor Nature Center (transformatie Expeditieknooppunt PTT), Den Haag (2002)

### Anders
- Binnenstedelijke locatie Raaksterrein, Haarlem (2011)
- Gemeentehuis Boxmeer (2010)
- Hoofdkantoor SAP, ’s Hertogenbosch (2008)
- Kantoren, drukkerij, logistiek terrein en expeditie SdU uitgevers, Den Haag (2005)

## Prijzen
- Publieksprijs Arcitectuurprijs Almere voor het Arte College, Almere (2010)